# Ad van de Wiel
Ad van de Wiel ('s-Hertogenbosch, 1 augustus 1959) is een voormalig Nederlands voetballer. Momenteel is hij actief als trainer bij amateurclub RKVV Gesta. 

## Clubcarrière
Van de Wiel speelde in de Eredivisie voor onder meer Willem II, RKC, BVV Den Bosch en FC Volendam en scoorde 29 keer in 97 wedstrijden. Daarnaast speelde hij in de Eerste divisie onder meer voor RKC, waarvoor Van de Wiel in het seizoen 1987/88 topscorer werd met 34 competitiedoelpunten. Hij sloot zijn carrière af in België bij KFC Heultje, destijds uitkomend in de Derde klasse.

## Biografie
In 2015 werd er over Van de Wiel een biografie uitgebracht, waarin onder andere wordt beschreven hoe Van de Wiel in België een gevangenisstraf van drie maanden uitzat na een steekincindent.